# Umbraculidae
Umbraculidae Dall, 1889 (1827) è una famiglia di molluschi gasteropodi eterobranchi dell'ordine Umbraculida.

## Tassonomia
La famiglia comprende due generi:
- Spiricella Rang, 1828
- Umbraculum Schumacher, 1817